# Come in ogni ora
Come in ogni ora è una canzone interpretata da Karima e presentata al Festival di Sanremo 2009, arrivando terza nella classifica finale della sezione Nuove Proposte. Il brano è stato inserito nell'EP d'esordio della cantante, Amare le differenze.

## Descrizione
Come in ogni ora è stata selezionata per partecipare alla Cinquantanovesima edizione del festival della canzone italiana nella sezione Proposte, dove si classifica al terzo posto.

Karima ha presentato il brano nel teatro Ariston durante la seconda serata del festival, il 18 febbraio 2009. Il 19 febbraio la cantante si è esibita per la seconda volta accompagnata da Burt Bacharach e Mario Biondi.

La versione di Come in ogni ora resa disponibile come singolo digitale e per l'airplay radiofonico è invece una versione del brano cantata da Karima, con il featuring di Mario Biondi.

Il singolo ha raggiunto un buon successo stazionando per 3 settimane nella Top 10 FIMI dei brani più scaricati, raggiungendo la 4ª posizione.

## Video musicale
Il video musicale prodotto per Come in ogni ora è riferito alla versione del brano cantata esclusivamente da Karima e presenta una durata ridotta (3 min : 58 s). Nel video la cantante si muove all'interno di un appartamento, passando continuamente per le quattro stanze che lo compongono, ma ritrovando ad ogni passaggio una situazione diversa. Il video si conclude con una esibizione di Karima in una stanza dell'appartamento accompagnata dai componenti del proprio gruppo.

## Controversia
All'indomani della partecipazione di Karima al festival di Sanremo, il sito italiano Rockol.it ha fatto notare in un articolo, una discordanza fra gli autori di Come in ogni ora riportati sul CD di Karima, Amare le differenze (Karima, Mario Menicagli, Piero Frassi) con quelli riportati sulla compilation del Festival (Burt Bacharach e Steven Sater). Dato che il regolamento del festival prevede che i testi dei brani in gara siano realizzati da autori italiani, la seconda possibilità risulterebbe una infrazione al regolamento. Nonostante i diretti interessati, intervistati da Rockol.it, abbiano rivendicato la paternità del brano, gli autori del sito hanno scoperto che, presso l'ASCAP, è depositata una canzone intitolata Every Other Hour, scritta da Bacharach e Sater e depositata ad agosto 2008, il cui testo corrisponde alla versione inglese di Come in ogni ora cantata con Mario Biondi.
Nel 2015 la vicenda termina con la condanna di Karima e del suo manager ad un risarcimento di ventimila euro nei confronti di Mario Menicagli, adattatore della canzone originale di Bacharach in italiano.

## Classifiche
| Classifica | Posizione più alta |
| ---------- | ------------------ |
| FIMI       | 4                  |